# Daniel Hackett
Pour les articles homonymes, voir Hackett.
Daniel Hackett, né le 19 décembre 1987, à Forlimpopoli, en Italie, est un joueur italien de basket-ball. Il évolue aux postes de meneur et d'arrière. Il est le fils du joueur de basket-ball Rudy Hackett.

## Biographie
Hackett commence sa carrière dans le centre de formation du Scavolini Pesaro. Il rejoint ensuite le système de formation américain et en 2006, il intègre l'équipe des Trojans de l'université de Californie du Sud. L'équipe évolue en première division du championnat universitaire américain, la NCAA. Hackett repart en 2009 en Italie pour jouer avec le Benetton Trévise, puis Pesaro.
Hackett rejoint le Montepaschi Siena pour deux ans en 2012. Lors de la saison 2012-2013, l'équipe remporte le championnat d'Italie et la coupe d'Italie. Hackett est nommé MVP des finales et de la coupe.
En décembre 2013, après l'élimination du Montepaschi Siena de l'Euroligue, Hackett, troisième meilleur joueur à l'évaluation en Euroligue avec 19,4, rejoint l'Olimpia Milan avec un contrat courant jusqu'à l'été 2016.
En 2015, Hackett signe un contrat avec l'Olympiakos. En décembre 2016, il se blesse à la jambe et doit subir une opération chirurgicale. Son indisponibilité est estimée à 6 mois.
En juillet 2018, Hackett quitte Brose Baskets et rejoint le CSKA Moscou.
Après l'invasion de l'Ukraine par la Russie en février 2022, Hackett quitte le club moscovite en payant un dédommagement de 100 000 dollars et rejoint la Virtus Bologne, club italien. Il y signe un contrat courant jusqu'en juin 2024.

## Palmarès
- Champion de Russie et vainqueur de la VTB United League 2019, 2021 avec le CSKA Moscou
- MVP des playoffs de la VTB United League 2021
- Vainqueur de l'EuroCoupe 2022